# ناصر بوناتوف
ناصر بوناتوف (انگلیسی: Naceur Bounatouf؛ زادهٔ ۱۸ ژانویهٔ ۱۹۴۹) بازیکن والیبال اهل تونس بود.